# كارلو بولونينو
كارلو بولونينو (Carlo Polonino)، حكم كرة قدم إيطالي دولي. و قد حكم في كأس الخليج 2002، وقد أدار مباراة منتخب السعودية لكرة القدم ومنتخب البحرين لكرة القدم في 20 يناير 2002، وقد أدار مباراة منتخب قطر لكرة القدم ومنتخب عمان لكرة القدم في 24 يناير 2002، وقد أدار مباراة منتخب السعودية لكرة القدم ومنتخب قطر لكرة القدم في 29 يناير 2002.